# Vignoux-sur-Barangeon

Vignoux-sur-Barangeon este o comună în departamentul Cher, Franța. În 1 ianuarie 2022 avea o populație de 2.061 de locuitori.